# 기분 좋은 날 (음반)
《기분 좋은 날》은 김완선의 정규 4집 음반이다.

## 수록곡
| #  | 제목                           | 작사   | 작곡   | 재생 시간 |
| -- | ------------------------------ | ------ | ------ | --------- |
| 1. | 〈이 세상 슬픔 가운데〉        | 지예   | 하광훈 | 3:47      |
| 2. | 〈이별보다 더 큰 슬픔〉        | 함경문 | 하광훈 | 4:08      |
| 3. | 〈기분 좋은 날〉               | 이남우 | 박청귀 | 3:22      |
| 4. | 〈불빛을 좀 더 어둡게 해줘요〉 | 김순곤 | 이해룡 | 3:13      |
| 5. | 〈보라빛 레인코트〉            | 함경문 | 하광훈 | 4:22      |

| #  | 제목                        | 작사   | 작곡   | 재생 시간 |
| -- | --------------------------- | ------ | ------ | --------- |
| 1. | 〈싫어요〉                  | 김순곤 | 이해룡 | 3:19      |
| 2. | 〈이젠 잊기로 해요〉        | 이장희 | 이장희 | 4:10      |
| 3. | 〈추억은 가슴 속에 남으리〉 | 하광훈 | 하광훈 | 3:52      |
| 4. | 〈5月의 눈물〉              | 이남우 | 박청귀 | 4:05      |
| 5. | 〈이젠 혼자 일어서야 해〉   | 지예   | 하광훈 | 3:45      |

## 크레딧츠
- 편곡 : 이호준, 하광훈, 박청귀
- 녹음 : 최세영 (서울 스튜디오)
- 드럼 : 김희연
- 기타 : 박청귀
- 피아노 : 이호준, 하광훈

## 특이사항
- 이장희의 노래를 리메이크한 〈이젠 잊기로 해요〉는 5집의 CD 버전에 댄스 록 분위기로 다시 실리기도 했다.